# La primera vez
La primera vez (en français : La première fois) est une série télévisée colombienne, créée par Dago García et produit par Caracol Televisión pour Netflix. Elle est diffusée depuis le 15 février 2023 sur la plateforme. La série se déroule à José María Root, un lycée fictif composée de garçons. L'intrigue se concentre autour d'un groupe de lycéens qui voit l'arrivée d'une fille dans leur établissement, mais aussi revisite l'histoire de la Colombie dans les années 1970.
La primera vez explore des concepts et des thèmes associés aux drames pour adolescents, mais aborde également d'autres thèmes comme le féminisme, l'égalité des sexes, la sexualité, la drogue, les mouvements sociaux ainsi que les crises politiques et économiques.
Le 27 février 2023, Carolina Leconte, la directrice du contenu pour la Colombie, l'Argentine et le Chili chez Netflix, a annoncé que la série allait être renouvelée pour une deuxième saison. Ainsi, la deuxième saison est diffusée à partir du 10 juillet 2024 et la troisième à partir du 4 juin 2025.

## Synopsis
Dans les années 1970, le jeune Camilo étudie au lycée public José María Root, une école composée de garçons située dans la ville de Bogota. Il est entouré de ses amis Salcedo, Arbeláez, Castro et Pabón. Leur quotidien se voit chamboulé avec l'arrivée d'Eva, la première fille à être admise dans leur école. Elle enseignera à ses camarades de classe tout ce qui concerne le sexe, l'amour et les plaisirs de la vraie vie. Ces derniers tomberont peu à peu sous son charme mais Camilo, lui, la voit comme la femme de sa vie. Cependant, celle-ci entretiendrait une part de mystère et garderait un profond et sombre secret, que le groupe tentera de percer à jour pour découvrir qui se cache derrière cette apparence.

## Distribution

### Acteurs principaux
- Emmanuel Restrepo (VF : Jean-Stan Du Pac) : Camilo Granados
- Francisca Estévez (VF : Valérie Brescht) : Eva Samper
- Santiago Alarcón (VF : Fabrice Lelyon) : José Granados
- Verónica Orozco (VF : Christine Braconnier) : Ana Ramírez de Granados
- Sergio Palau (VF : Andrea Santamaria) : Martin Salcedo Ruiz
- Mateo García Mazo (VF : Tom Trouffier) : Rodrigo Arbeláez Peña
- Brandon Figueredo (VF : Victor Biavan) : Álvaro Castro Guzmán
- Julián Cerati (VF : Kylian Trouillard) : Gustavo Pabón Linares
- Sara Pinzón (VF : Jaynélia Coadou) : Luisa Salcedo
- Angelo Valetta : Octavio Quiñones
- Jacques Toukhmanian (VF : Constantin Pappas) : la voix de Camilo Granados adulte
- María Alejandra García : Eva Samper enfant

### Acteurs secondaires
- Cecilia Navia (VF : Myrtille Bakouche) : Estela Malagón, la professeure de littérature
- Adriana Arango : Alicia López, la directrice
- Cristian Duque (VF : Arthur Raynal) : Milton Guzmán
- John Alex Toro : Henry Pabón
- Diana Belmonte : Lucrecia Linares de Pabón
- Santiago Heins (VF : Morgan Malet) : Edgar Acuña
- Billy Heins (VF : Maxime Hoareau) : William Acuña
- Ella Becerra : Sara
- Fernando Lara : Miguel Chacón

## Production

### Fiche technique
- Titre original : La primera vez
- Création : Dago García
- Réalisation : María Gamboa et Mateo Stivelberg
- Scénario : Dago García
- Direction artistique : Erika Fonseca
- Décors : Cristina Medina
- Photographie : Nicolás Forero Martínez
- Montage : Carolina Silva
- Musique : Santiago López Guevara, Daniel Moreno, Juan Felipe Uribe, Santiago Uribe
- Production : María Isabel Páramo
  - Production déléguée : Dago García, Amparo Gutiérrez, Ángela Vergara
- Société de production : Caracol Televisión
- Société de distribution : Netflix
- Pays d'origine :  Colombie
- Langue originale : espagnol
- Format : couleur
- Genre : drame romantique
- Durée : 37 - 47 minutes
- Date de sortie :
  -  : 15 février 2023 (Netflix)

## Épisodes

### Première saison (2023)
1. Lysistrata (Lisístrata)
2. La dame aux camélias (La dama de las camelias)
3. Portrait de l'artiste en jeune homme (Retrato del artista adolesccente)
4. Une chambre à soi (Una habitación propia)
5. La lettre écarlate (La letra escarlata)
6. Siddhartha
7. Tess d'Urberville (Tess d'Urbervilles)
8. Les Souffrances du jeune Werther (Las penas de amor del joven Werther)
9. Ainsi parlait Zarathoustra (Así hablo Zaratustra)
10. L'Herbe du diable et la petite fumée (Las enseñanzas de Don Juan)
11. De Profundis
12. Quand la ville dort (Jungla de asfalto)
13. L'Attrape-cœurs (El guardian entre el centeno)

### Deuxième saison (2024)
1. Lettres à un jeune poète (Cartas a un joven poeta)
2. Le deuxième sexe (El segundo sexo)
3. Lettre à un enfant jamais né (Cartas a un niño que nunca murió)
4. Les voyages de Gulliver (Los viajes de Gulliver)
5. Quand Dieu était femme (Cuando Dios era mujer)
6. La révolution sexuelle (La revolución sexual)
7. Dona Flor et ses deux maris (Doña Flor y sus dos maridos)
8. Que viva la musica !
9. L'origine de la famille, de la propriété privée et de l'État (El origen de la familia, la propiedad y el Estado)
10. Crime et châtiment (Crimen y castigo)

- À noter que chaque épisode porte le nom d'un livre, soit parce qu'Eva l'a recommandé, soit parce qu'ils l'étudient en classe.

### Troisième saison (2025)
1. Jane Eyre
2. Un tramway nommé Désir (Un tranvía llamado Deseo)
3. Sur la photographie (Sobre la fotografía)
4. L'incroyable et triste histoire de la candide Erendira et de sa grand-mère diabolique (La increible y triste historia de la cándida Eréndira y su abuela desalmada )
5. Sa Majesté des mouches (El señor de las moscas)
6. Le Kamasutra (El Kamasutra)
7. Lolita
8. Siempre
9. Le Journal d’Anne Frank (El diario de Ana Frank)
10. La Peste